# Liste der Kulturdenkmäler in Scheid (Eifel)
In der Liste der Kulturdenkmäler in Scheid sind alle Kulturdenkmäler der rheinland-pfälzischen Ortsgemeinde Scheid aufgeführt. Grundlage ist die Denkmalliste des Landes Rheinland-Pfalz (Stand: 17. Juli 2023).

## Einzeldenkmäler
| Bezeichnung | Lage                                           | Baujahr                           | Beschreibung                                                              | Bild                           |
| ----------- | ---------------------------------------------- | --------------------------------- | ------------------------------------------------------------------------- | ------------------------------ |
| Wegekreuz   | Hauptstraße, bei Nr. 2 Lage                    | erste Hälfte des 19. Jahrhunderts | nachbarockes Sockelkreuz, Schiefer, erste Hälfte des 19. Jahrhunderts     | weitere Bilder Fotos hochladen |
| Höckerlinie | an der westlichen Grenze der Ortsgemeinde Lage | 1939                              | mehrere sehr gut erhaltene Abschnitte der Höckerlinie des Westwalls, 1939 | weitere Bilder Fotos hochladen |